# احمد المنصور
احمد المنصور (عربی: أبو العباس أحمد المنصور؛ ۱۵۴۹ – ۲۵ اوت ۱۶۰۳) سلطان سعدیان مراکش از سال ۱۵۷۸ تا ۱۶۰۳ بود.
المنصور پس کشته شدن برادرش ابو مروان عبدالمالک یکم در جنگ با پرتغالی‌ها به حکومت رسید، پس از مرگ وی دو پسرش زیدان الناصر بن احمد و ابو فارس عبدالله به جنگ با یکدیگر پرداختند و دو خلافت در دو قسمت مراکش ایجاد کردند.